# Walther von Köckritz
Walther von Köckritz († 3./4. August 1411) war Domherr von Magdeburg, Merseburg und Meißen sowie Bischof von Merseburg. Er stammte aus der Familie von Köckritz.

## Leben
Walther von Köckritz wurde als Sohn des Nikolaus von Köckritz auf Saathain geboren.
Er stand seit 1371 im Dienst der Kirche. 1383 war er Domherr in Magdeburg, sowie dort vor 1389 Propst von St. Nikolai und 1390 Domkantor. 1391 erhielt er als Domkellner vom Erzbischof das Viztum-Amt und wurde Propst des Stifts Bibra. 1398 wurde er als Inhaber einer Domherrenkurie in Magdeburg erwähnt. 1403 war er Senior des Domkapitels.
Walther von Köckritz war außerdem Domherr von Merseburg und Meißen. Vom 6. Dezember 1406 bis 22. März 1407 bzw. von 1407 bis 1411 hatte er das Amt des Bischofs von Merseburg inne.
Nach Gründung der Universität Leipzig wurde er deren erster Cancellarius perpetuus (Kanzler).
Walther von Köckritz starb am 3. oder 4. August 1411.